# Dracophyllum acerosum
Dracophyllum acerosum är en ljungväxtart som beskrevs av Sven Berggren.
Dracophyllum acerosum ingår i släktet Dracophyllum och familjen ljungväxter. Inga underarter finns listade i Catalogue of Life.